# Monflanquin
Monflanquin is een Franse gemeente in het  departement Lot-et-Garonne, regio Aquitanië. Monflanquin telde op 1 januari 2022 2.358 inwoners.
Monflanquin is lid van Les Plus Beaux Villages de France.

## Geografie
De oppervlakte van Monflanquin bedroeg op 1 januari 2022 62,21 vierkante kilometer; de bevolkingsdichtheid was toen 37,9 inwoners per km².
Monflanquin is gelegen op een berg die de vallei van de Lède overziet, op de grens van de Périgord/Quercy en de Guyenne.

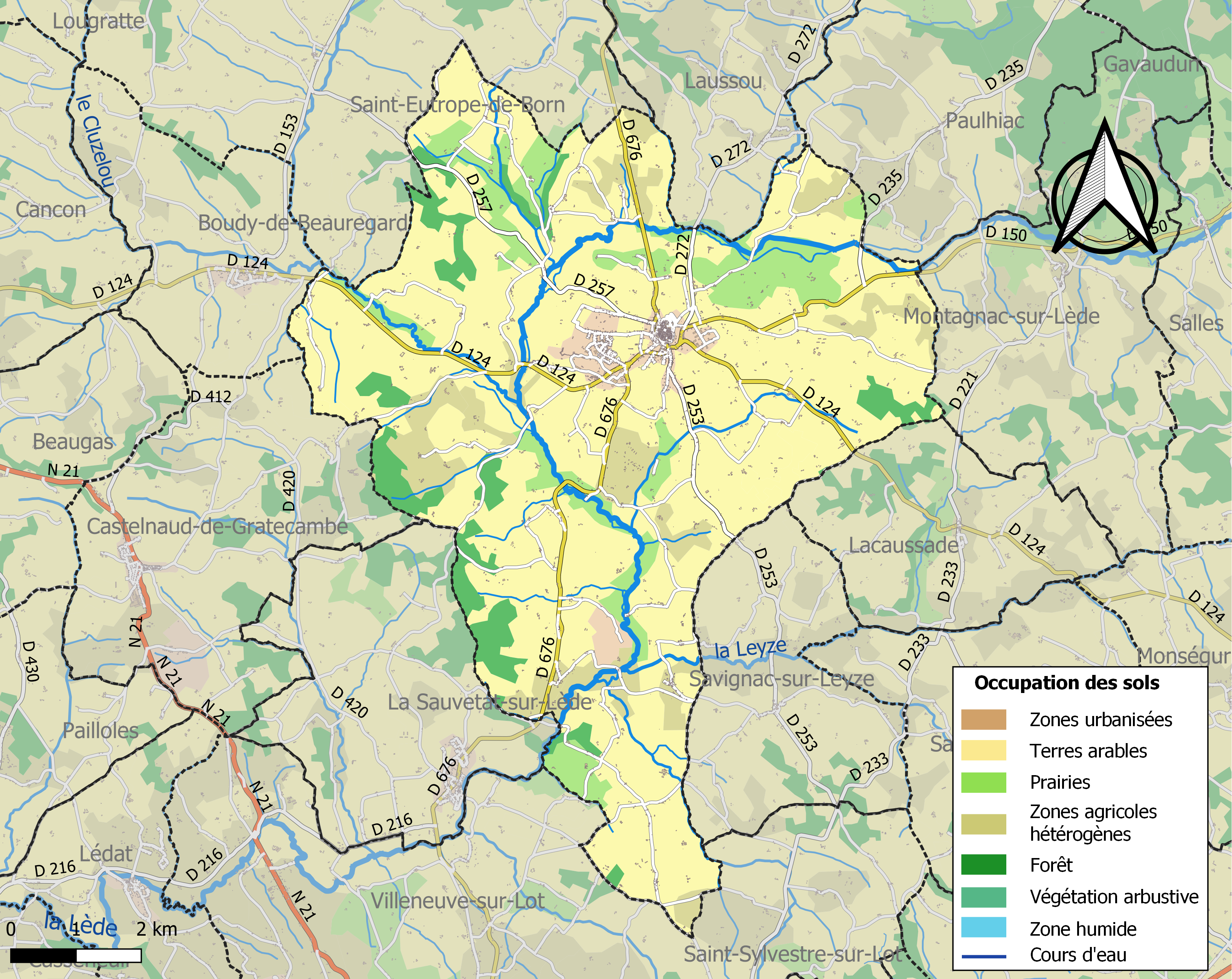
Kaart van de gemeente met de belangrijkste infrastructuur, bodemgebruik en omliggende gemeenten

## Geschiedenis
Monflanquin is gesticht als bastide door Alfons van Poitiers in 1252. De stadsmuren werden afgebroken op bevel van Richelieu in 1630. Ondanks die afbraak is het dorp weinig veranderd sinds de 13e eeuw.

## Demografie
Onderstaande figuur toont het verloop van het inwonertal (bron: INSEE-tellingen).